# Chorthippus brevicornis
Chorthippus brevicornis är en insektsart som beskrevs av Wang, Shigui och Z. Zheng 1994. Chorthippus brevicornis ingår i släktet Chorthippus och familjen gräshoppor. Inga underarter finns listade i Catalogue of Life.